# Anette Bøe
Anette Bøe, född 5 november 1957 i Larvik, är en norsk före detta längdskidåkare.
Hennes första internationella medalj kom i OS 1980 i Lake Placid, där hon ingick i Norges lag som tog brons på 4 x 5 kilometer stafett. Hon vann guld på stafetten i VM i Oslo 1982. 1985 blev Anette Bøes bästa år, vid VM i Seefeld in Tirol fick hon individuellt guld på både 5 och 10 kilometer. Det blev dessutom silver på stafetten och brons på 20 kilometer. Detta året vann hon också världscupen. 1985 tilldelades hon Holmenkollmedaljen tillsammans med Per Bergerud och Gunde Svan.
Hon har också varit framgångsrik i andra idrotter. Hon har bland annat en tredjeplats i World Cup i terrängcykling, har varit norsk mästare i ishockey och har tagit silver i norska mästerskapen i segling.
Hon blev år 2000 tilldelad Egebergs Ærespris, ett pris som tilldelas idrottsutövare som är framstående i två olika idrotter. Bøe fick priset för sina insatser i längdskidåkning och ishockey.